# Makta al-Hadżar Saghir
Makta al-Hadżar Sahir – wieś w Syrii, w muhafazie Aleppo, w dystrykcie Manbidż. W 2004 roku liczyła 523 mieszkańców.